# Norman Pitt
William Norman Pitt, auch Norman Pitts, (* 29. Januar 1911 in Wandsworth, London, England; † November 1986 in Fulham, London, England) war ein englischer Schauspieler.
Pitt hatte eine Tochter namens Elizabeth Pitt, die in erster Ehe mit Michael David Sieff, Sohn von Israel Moses Sieff, Baron Sieff, und in zweiter Ehe mit Robert Haslam, Baron Haslam, verheiratet war.

## Filmographie (Auswahl)
- 1950: What the Butler Saw
- 1959: Strictly Confidential
- 1961, 1969: Mit Schirm, Charme und Melone (The Avengers, Fernsehserie, 2 Folgen)
- 1962–1963: Der Raritätenladen (The Old Curiosity Shop, Miniserie, 6 Folgen)
- 1962–1963: Kommissar Maigret (Maigret, Fernsehserie, 3 Folgen)
- 1963: Simon Templar (The Saint, Fernsehserie, Folge 2x05)
- 1964: Versuch’s mal auf französisch (French Dressing)
- 1965: Sherlock Holmes (Fernsehserie, Folge 1x07)
- 1966: Ein blindes Huhn... (Press for Time)
- 1967: Gespenster, nur Gespenster (A Ghost of a Chance)
- 1967: Privileg (Privilege)
- 1968: Das Blutbiest (The Blood Beast Terror)
- 1968: Oliver
- 1969: It All Goes to Show (Kurzfilm)
- 1970: Die Pechvögel (One More Time)
- 1974: The Little Match Girl (Fernsehfilm)
- 1975: The Brothers (Fernsehserie, Folge 5x09)
- 1979: Emmerdale (Fernsehserie, 3 Folgen)
- 1980: Der kleine Lord (Little Lord Fauntleroy, Fernsehfilm)
- 1983: So spielt das Leben (The Weather in the Streets, Fernsehfilm)